# Чемпіонат України із шахів 1996 (жінки)
56-й чемпіонат України із шахів серед жінок, що проходив у м. Ялта у червні 1996 року.

## Загальна інформація про турнір
Турнір проводився за швейцарською системою у 9 турів за участі 34 шахісток. Чемпіонат мав статус відкритого, відповідно участь у ньому взяли представниці інших країн, зокрема Росії та Казахстану.
Список учасниць турніру очолила 7-й номер рейтингу України Тетяна Меламед, а також Анна Зозуля (17).
Зі старту лідерство захопили Анна Зозуля з Керчі та росіянка Ірина Куліш, які після трьох турів набрали максимальну кількість очок. У 4-му турі Зозуля поступилася росіянці, яка стала одноосібним лідером. Але у 5 турі вже Куліш поступилася в особистій партії, а також лідерством Тетяні Меламед з Чернігова, яка зберегла його до самого фінішу і виграла звання чемпіонки України. Її результат 8½ з 11 очок.
Друге місце посіла Анна Затонських з Маріуполя (8 очок). Бронзову нагороду отримала Олеся Коновалова (Харків), яка розділила третє-четверте місця з росіянкою Оленою Фаталібековою (по 7½ очок).
На турнірі було зіграно 187 партій, з яких 138 закінчилися перемогою однієї зі сторін (73,8 %), а 49 партій завершилися внічию.

## Підсумкова таблиця

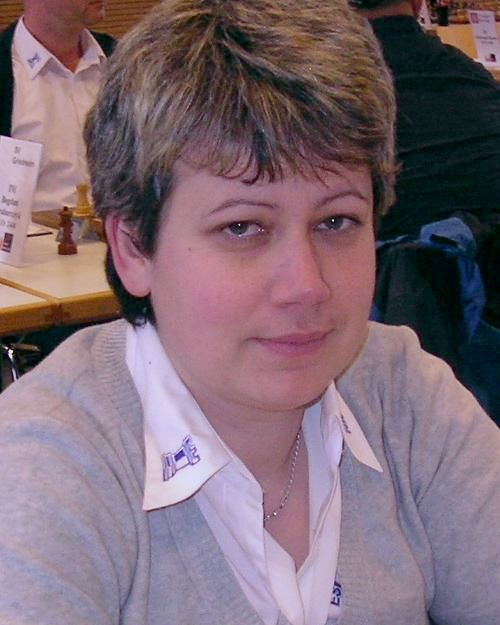
Тетяна Меламед — чемпіонка України 1996 року (фото 2011 року)

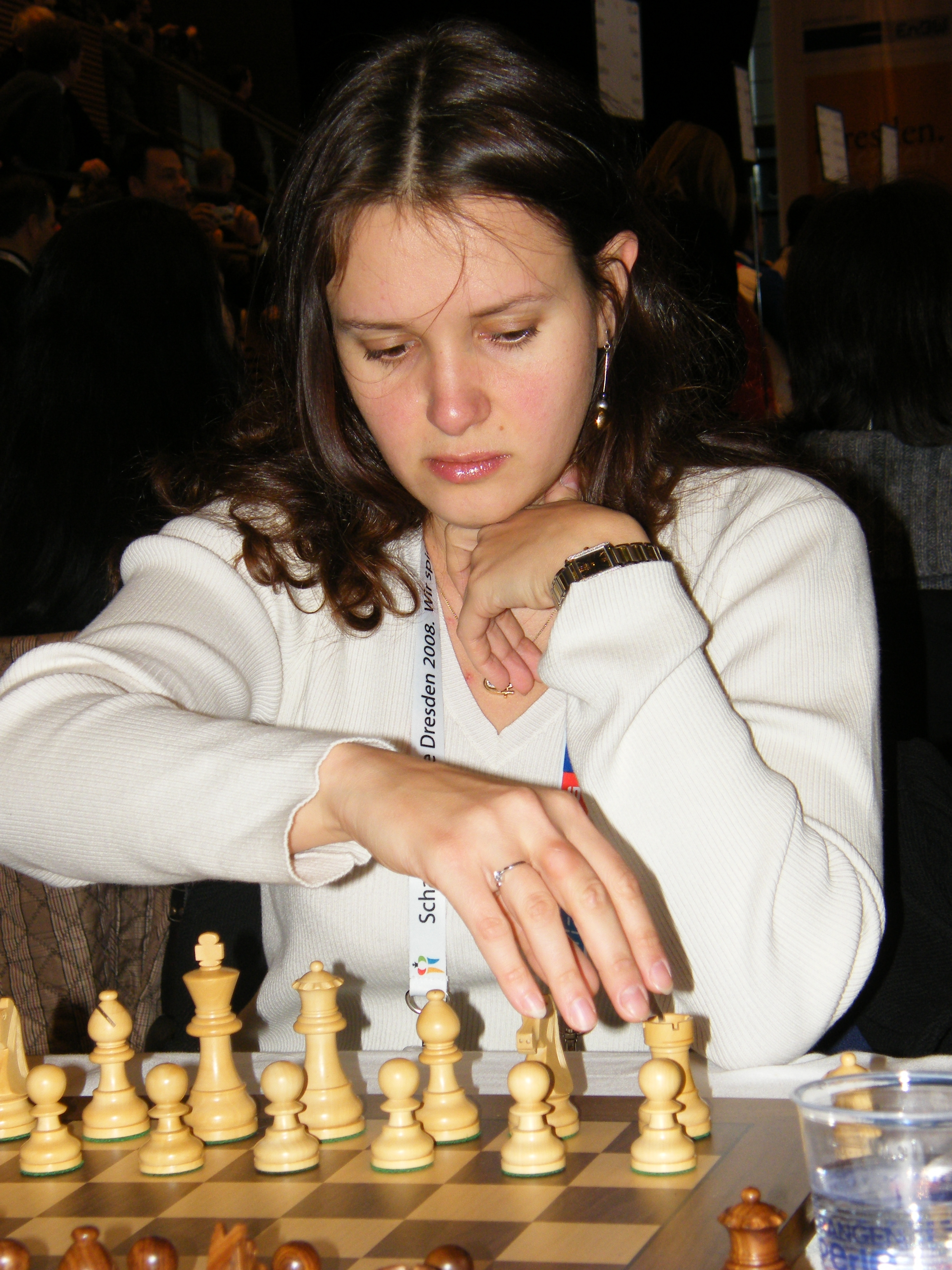
Анна Затонських — срібна призерка чемпіонату (фото 2008 року)

| №  | Шахістка                    | Місто                     | Вік | Рейтинг |  | + | = | − | Очки | Місце   |
| -- | --------------------------- | ------------------------- | --- | ------- |  | - | - | - | ---- | ------- |
| 1  | Тетяна Меламед              | Чернігів                  | 22  | 2320    |  | 6 | 5 | 0 | 8½   | Gold    |
| 2  | Анна Затонських             | Маріуполь                 | 18  | 2220    |  | 6 | 4 | 1 | 8    | Silver  |
| 3  | Олеся Коновалова            | Харків                    | 16  |         |  | 6 | 3 | 2 | 7½   | Bronze  |
| 4  | Олена Фаталібекова          | Росія                     | 48  | 2240    |  | 6 | 3 | 2 | 7½   | 3 — 4   |
| 5  | Ірина Куліш                 | Росія                     | 28  | 2260    |  | 5 | 4 | 2 | 7    | 5 — 7   |
| 6  | Вікторія Гордон             | Харків                    | 17  | 2190    |  | 6 | 2 | 3 | 7    | 5 — 7   |
| 7  | Анна Зозуля                 | Керч                      | 16  | 2245    |  | 4 | 6 | 1 | 7    | 5 — 7   |
| 8  | Ірина Лимар                 | Дніпропетровськ           | 21  | 2210    |  | 5 | 3 | 3 | 6½   | 8 — 10  |
| 9  | Ольга Александрова          | Харків                    | 18  | 2210    |  | 5 | 3 | 3 | 6½   | 8 — 10  |
| 10 | Катерина Романова           | Дніпропетровськ           | 13  |         |  | 6 | 1 | 4 | 6½   | 8 — 10  |
| 11 | Віталіна Толкачова          | Житомир                   | 19  |         |  | 3 | 6 | 2 | 6    | 11 — 16 |
| 12 | Світлана Іванова            | АР Крим                   | 20  | 2115    |  | 5 | 2 | 4 | 6    | 11 — 16 |
| 13 | Тетяна Азарова              | Івано-Франківська область | 19  |         |  | 6 | 0 | 5 | 6    | 11 — 16 |
| 14 | Ірина Сон                   | Запоріжжя                 | 33  | 2200    |  | 4 | 4 | 3 | 6    | 11 — 16 |
| 15 | Ірина Турова                | Росія                     |     |         |  | 4 | 4 | 3 | 6    | 11 — 16 |
| 16 | Юлія Морозова               | Житомир                   | 29  |         |  | 6 | 0 | 5 | 6    | 11 — 16 |
| 17 | Айгер Батирбекова           | Казахстан                 |     |         |  | 5 | 1 | 5 | 5½   | 17 — 19 |
| 18 | Юлія Мамонова               | Крим                      | 20  | 2085    |  | 5 | 1 | 5 | 5½   | 17 — 19 |
| 19 | Галина Шміріна              |                           |     |         |  | 3 | 5 | 3 | 5½   | 17 — 19 |
| 20 | Галина Ломакіна             | Росія                     | 21  | 2165    |  | 4 | 2 | 5 | 5    | 20 — 23 |
| 21 | Ірина Горшкова              | Узбекистан                |     | 2085    |  | 3 | 4 | 4 | 5    | 20 — 23 |
| 22 | Анастасія Сорокіна          | Білорусь                  | 16  | 2115    |  | 4 | 2 | 5 | 5    | 20 — 23 |
| 23 | Зінаїда Мізюрко             | Рівне                     | 26  |         |  | 4 | 2 | 5 | 5    | 20 — 23 |
| 24 | Любов Клус                  | Харків                    |     |         |  | 4 | 1 | 6 | 4½   | 24 — 27 |
| 25 | Владислава Калініна         | Харків                    | 16  | 2125    |  | 3 | 3 | 5 | 4½   | 24 — 27 |
| 26 | Тетяна Костюк (Дорнбуш)     | Черні́гів                  | 13  |         |  | 3 | 3 | 5 | 4½   | 24 — 27 |
| 27 | Світлана Полушкіна          | Харків                    | 14  |         |  | 3 | 3 | 5 | 4½   | 24 — 27 |
| 28 | Тетяна Аксьонова            | Київ                      | 11  |         |  | 2 | 4 | 5 | 4    | 28 — 30 |
| 29 | Неллі Сологуб               |                           |     |         |  | 3 | 2 | 6 | 4    | 28 — 30 |
| 30 | Маріанна Дубинська          | Харківська область        | 17  | 2015    |  | 3 | 2 | 6 | 4    | 28 — 30 |
| 31 | Любов Єлесіна               |                           |     |         |  | 2 | 3 | 6 | 3½   | 31 — 32 |
| 32 | Людмила Матвієнко (Фоміних) | Дніпропетровськ           | 41  |         |  | 2 | 3 | 6 | 3½   | 31 — 32 |
| 33 | Олена Бойцун                | Дніпропетровськ           | 13  |         |  | 1 | 4 | 6 | 3    | 33      |
| 34 | Любов Ткачова               | Росія                     | 16  | 2065    |  | 1 | 3 | 7 | 2½   | 34      |